# Decreto 6323
El decreto 6323 fue un decreto de la Asamblea Nacional Constituyente expedido en 2017 donde se atribuyó la posibilidad de «decretar medidas sobre competencias, funcionamiento y organización de los órganos de Poder público», entre esos los poderes legislativos de la Asamblea Nacional, órgano legislativo de Venezuela. Esto sucedió después de que la Asamblea desconociera la legitimidad de la Asamblea Nacional Constituyente. Fue decretado en el marco de la crisis institucional de Venezuela y las protestas de 2017.
Previamente, el Tribunal Supremo de Justicia dejó sin efecto a la Asamblea entre el 29 de marzo y el 1 de abril de 2017, atribuyéndose los poderes legítimamente constitucionales de ésta, en ese entonces controlado por la oposición al gobierno de Nicolás Maduro, a través de la controversial sentencia 156.
Este decreto le permitió a la Asamblea Nacional Constituyente legislar en el país con algunos poderes de la Asamblea Nacional hasta 2020, cuando fue disuelta.

## Antecedentes
En enero de 2016, el Tribunal Supremo dictó el desacato a la Asamblea Nacional, en la que la oposición poseía mayoría, debido a la juramentación de tres diputados opositores que había sido prohibida por el TSJ en diciembre de 2015 y al incumplimiento de varias sentencias del Poder Judicial. En enero de 2017, el TSJ declaró nulas las actuaciones de la Asamblea Nacional desde el 5 de enero de 2016.
El 29 de marzo de 2017, la sentencia 156 estableció que el TSJ garantizaría que las competencias parlamentarias fuesen ejercidas por ese mismo ente judicial o por el órgano que este dispusiera, mientras persistiera la «situación de desacato» y de «invalidez» de las actuaciones de la Asamblea Nacional. Esto fue calificado por parte de la Asamblea Nacional y por la OEA como un golpe de Estado y autogolpe de Estado, respectivamente. Nicolás Maduro negó todo eso, asegurando que en Venezuela existían plenas garantías constitucionales.
Finalmente, el 1 de abril de 2017 el Tribunal Supremo devolvió las facultades a la Asamblea Nacional. La entonces fiscal Luisa Ortega Díaz fue destituida por el Tribunal Supremo, después de haber denunciado que dichas atribuciones del TSJ constituyeron «una ruptura del orden Constitucional», abandonando el país después de eso.

## Decreto
El gobierno de Maduro posteriormente propuso una Asamblea Nacional Constituyente para cambiar la Constitución, en cuyas elecciones la oposición no se presentó, resultando electos mayoritariamente constituyentistas afines al gobierno. Dicha Asamblea se otorgó facultades legislativas de la Asamblea Nacional en agosto de 2017, lo que en la práctica significó la pérdida parcial del poder de la Asamblea Nacional hasta las posteriores elecciones legislativas de 2020.